# Acanthopagrus akazakii
Acanthopagrus akazakii is een  straalvinnige vissensoort uit de familie van zeebrasems (Sparidae). De wetenschappelijke naam van de soort is voor het eerst geldig gepubliceerd in 2006 door Iwatsuki, Kimura & Yoshino.